# David Storl
David Storl (Rochlitz, 27 juli 1990) is een Duits atleet, gespecialiseerd in het kogelstoten. Hij is de regerend wereldkampioen outdoor, de vice-wereldkampioen indoor en de regerend Europees kampioen. Ook is hij de wereldrecordhouder kogelstoten voor junioren. Daarnaast heeft hij meerdere successen bij de junioren behaald en is hij meervoudig Duits kampioen.

## Biografie

### Juniorenatletiek
David Storl kwam voor het eerst in aanraking met atletiek en kogelstoten, doordat zijn grootvader hem aanmoedigde lid te worden van de plaatselijke atletiekvereniging vfL Rochlitzer Berg. Hij begon zijn carrière vrij succesvol met de tienkamp, maar na het overlijden van zijn coach in 2005 besloot hij zich alleen te gaan richten op het kogelstoten. Zijn eerste kogelstootseizoen leverde hem bij zijn klasse nog weinig op: bij de Duitse kampioenschappen voor zijn leeftijdsgroep (B-junioren) werd hij slechts achtste. Een jaar later stootte hij echter bij zowel de kogel van 5 kilogram, als de kogel van 6 kg (de kogel voor A-junioren) drie meter verder dan hij het jaar ervoor deed. Zijn beste stoot was tijdens de wereldkampioenschappen voor B-junioren, waar hij 21,40 m stootte en waarmee hij zijn eerste wereldtitel in de wacht sleepte.
Al een jaar erna, in 2008 voegde hij daar een tweede wereldtitel bij: de wereldtitel voor junioren. Storl hield het tot het eind spannend, maar in de laatste ronde stootte hij naar 21,08 – 77 cm verder dan zijn beste poging tot dan toe, waardoor hij uiteindelijk ruim kampioen werd.

### Richting de seniorentop

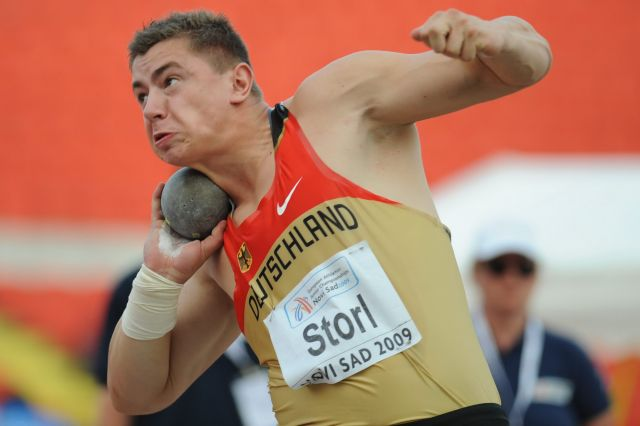
Tijdens de Europese juniorenkampioenschappen 2009

In het laatste juniorenjaar van Storl nam de regerend wereldkampioen junioren afscheid door het wereldjuniorenrecord kogelstoten met een juniorenkogel aan te scherpen van 21,96 tot 22,73 en de EK voor junioren met twee meter verschil gemakkelijk te winnen. Ook maakte hij kennis met de seniorenatletiek: hij werd derde bij de Duitse kampioenschappen met een afstand van 19,84. Hij kwalificeerde zich daarmee, tegen zijn eigen verwachtingen van het jaar ervoor, voor de wereldkampioenschappen van 2009 die in de hoofdstad van zijn thuisland, Berlijn, werden gehouden. Daar bleef hij uiteindelijk met een 28e plaats beneden de verwachtingen.
Storl kwam al wat dichter bij de mondiale seniorentop bij de wereldindoorkampioenschappen in Doha. Hij bereikte de finale, waar hij zevende van de negen finalisten werd. In 2013 werd deze prestatie zelfs nog opgewaardeerd naar de zesde plaats, omdat toen pas bleek dat de als tweede geëindigde Andrej Michnevitsj reeds sinds 2005 vals had gespeeld vanwege dopinggebruik, als gevolg waarvan deze vanaf 2005 levenslang werd geschorst. Outdoor kwam hij dat seizoen precies even ver als hij dat jaar indoor had bereikt: 20,77 bij een wedstrijd van zijn vereniging LAC Erdgas Chemnitz. Deze afstand was genoeg voor een kwalificatie voor de Europese kampioenschappen in Barcelona. Bij deze kampioenschappen eindigde hij als tweede Duitser, twee plaatsen achter Ralf Bartels, op de vijfde plek. Door de eerder genoemde schorsing van Michnevitsj veranderde ook deze prestatie later in een vierde plek. Zowel bij de Duitse indoorkampioenschappen als de Duitse outdoorkampioenschappen van dat jaar eindigde Storl ook achter de dertienvoudige Duitse kampioen. Bij de nationale indoorkampioenschappen een jaar later veranderde dat: hij versloeg Bartels en pakte voor het eerst de Duitse titel.

### Succesvol outdoorseizoen

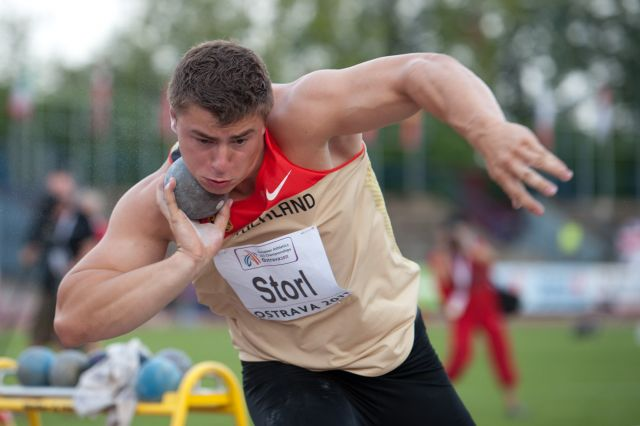
Tijdens de Golden Spike Ostrava in 2011

Bij de Europese indoorkampioenschappen van 2011 in Parijs moest Storl Bartels wel weer voor zich laten. Het toernooi leverde hem echter zijn eerste internationale seniorenmedaille op: hij werd uiteindelijk tweede met een afstand van 20,75, twee cm minder dan zijn toenmalig persoonlijke record. Storl kwam voor het eerst boven de 21-metergrens uit tijdens een meeting in Göteborg, Zweden. Hij stootte daar 21,03. Hij werd tevens gemakkelijk nationaal kampioen door het ontbreken van zijn concurrent Ralf Bartels.
 Ook internationaal was het seizoen succesvol voor Storl: hij werd bij de Europese kampioenschappen voor neo-senioren van 2011 eerste met een stoot van 20,45 en bij de WK in Daegu werd hij na een goede laatste stoot wereldkampioen voor Dylan Armstrong, met een persoonlijk record van 21,78.

### Olympisch jaar
Bij de WK indoor in Istanboel stootte hij een persoonlijk record. Hij kwam in zijn eerste poging tot 21,88, wat hij daarna niet meer verbeterde. Deze afstand leverde hem een tweede plek op.
In 2012 werd David Storl ook beloond voor zijn goede prestaties het jaar ervoor. Hij werd door de Duitse atletiekbond uitgeroepen tot atleet van het jaar 2011 en door de European Athletic Association tot Europese Rising Star atleet van 2011.
Tijdens het outdoorseizoen van 2012, dat in het teken stond van de Olympische Spelen van Londen, kwalificeerde Storl zich met een stoot van 21,13 voor deze Spelen. Op de route daarnaartoe won hij tijdens de EK van Helsinki het kogelstoten gemakkelijk met ruim een meter verschil op de nummer twee, Rutger Smith.
Op de Spelen van Londen werd David Storl uiteindelijk tweede met een afstand 21,86. Hij moest alleen de Pool Tomasz Majewski voor zich laten, die 3 cm verder stootte.

### Europees kampioen
Het jaar 2014 verliep voortvarend qua kogelstoten. Op 20 juli verbeterde hij zijn persoonlijke record tot 21,97. Op het EK 2014 in Zürich later dat jaar toonde hij blijk van zijn kunnen door goud te veroveren. Met een beste poging van 21,41 bleef hij de Spanjaard (zilver; 20,86) en de Pool Tomasz Majewski (brons; 20,83) ruimschoots voor.

## Trivia
Naast de prestaties bij het kogelstoten is David Storl ook driemaal vice-juniorenkampioen van Duitsland geworden bij het discuswerpen. Hij is sinds 2011 gediplomeerd politieagent.

## Titels
- Wereldkampioen kogelstoten – 2011, 2013
- Wereldkampioen voor junioren kogelstoten – 2008
- Wereldkampioen voor B-junioren kogelstoten – 2007
- Europees kampioen kogelstoten - 2012, 2014, 2016
- Europees indoorkampioen kogelstoten - 2015
- Europees U23-kampioen kogelstoten – 2011
- Europees juniorenkampioen kogelstoten – 2009
- Duits kampioen kogelstoten – 2011, 2012, 2013, 2014, 2015
- Duits indoorkampioen kogelstoten – 2011, 2012, 2014, 2015

## Persoonlijke records

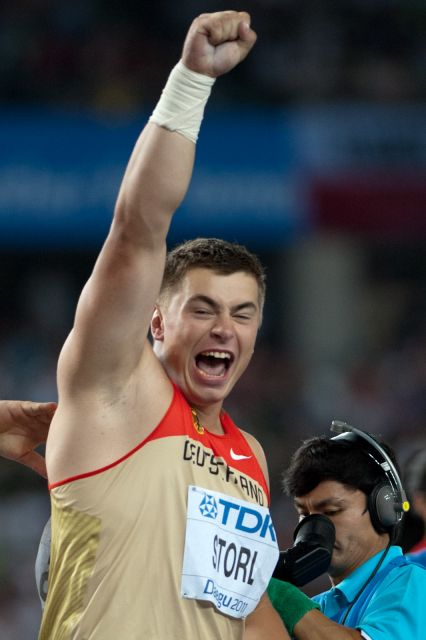
David Storl viert zijn overwinning bij de WK in Daegu

Outdoor
| Onderdeel              | Prestatie        | Datum            | Plaats           |
| ---------------------- | ---------------- | ---------------- | ---------------- |
| discuswerpen (1,5 kg)  | 57,91 m          | 4 augustus 2007  | Ulm              |
| discuswerpen (1,75 kg) | 59,37 m          | 15 februari 2009 | Neubrandenburg   |
| kogelstoten (5 kg)     | 21,40 m          | 11 juli 2007     | Ostrava          |
| kogelstoten (6 kg)     | 22,73 m (ex-WJR) | 14 juli 2009     | Osterode am Harz |
| kogelstoten (7,26 kg)  | 22,20 m          | 9 juli 2015      | Lausanne         |

Indoor
| Onderdeel             | Prestatie | Datum            | Plaats    |
| --------------------- | --------- | ---------------- | --------- |
| kogelstoten (5 kg)    | 19,14 m   | 6 januari 2007   | Chemnitz  |
| kogelstoten (6 kg)    | 22,35 m   | 20 december 2009 | Rochlitz  |
| kogelstoten (7,26 kg) | 21,88 m   | 9 maart 2012     | Istanboel |

## Prestatieontwikkeling
| Jaar | Indoor         | Outdoor        |
| ---- | -------------- | -------------- |
| 2006 |                | 18,52 m (5 kg) |
| 2007 | 19,14 m (5 kg) | 21,40 m (5 kg) |
| 2008 | 19,50 m (6 kg) | 21,08 m (6 kg) |
| 2009 | 19,48 m        | 20,43 m        |
| 2010 | 20,77 m        | 20,77 m        |
| 2011 | 20,75 m        | 21,78 m        |
| 2012 | 21,88 m        | 21,86 m        |
| 2013 | 21,19 m        | 21,73 m        |
| 2014 | 21,79 m        | 21,97 m        |
| 2015 | 21,26 m        | 22,20 m        |
| 2016 |                | 21,39 m        |
| 2017 | 21,37 m        | 21,87 m        |
| 2018 | 21,44 m        | 21,62 m        |

## Palmares
Kampioenschappen

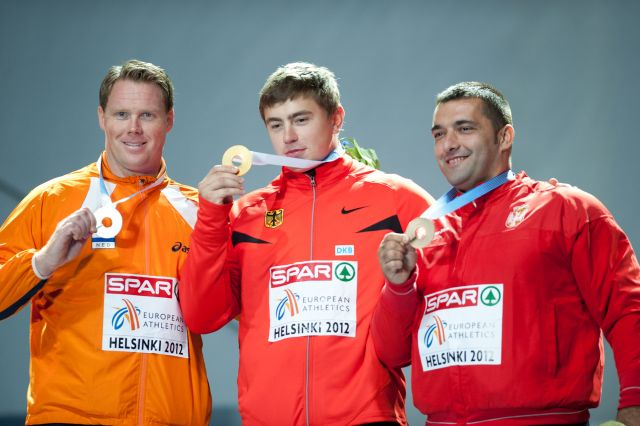
Storl met de andere medaillewinnaars van de Europese kampioenschappen 2012

- 2007:  WK voor B-junioren – 21,40 m (5 kg)
- 2008:  WK U20 – 21,08 m (6 kg)
- 2009:  Duitse kamp. – 19,84 m
- 2009:  EK U20 – 22,40 m (6 kg)
- 2009: 28e WK – 19,19 m
- 2010:  Duitse indoorkamp. – 20,77 m
- 2010: 6e WK indoor – 20,40 m (na DQ Michnevitsj)
- 2010:  Duitse kamp. – 20,45 m
- 2010: 4e EK – 20,57 m (na DQ Michnevitsj)
- 2011:  Duitse indoorkamp. – 20,70 m
- 2011:  EK indoor – 20,75 m
- 2011:  Europese teamkamp. Super League – 20,88 m
- 2011:  EK U23 – 20,45 m
- 2011:  Duitse kamp. – 20,21 m
- 2011:  WK – 21,78 m
- 2012:  Duitse indoorkamp. – 21,40 m
- 2012:  WK indoor – 21,88 m
- 2012:  Duitse kamp. – 20,96 m
- 2012:  EK - 21,58 m
- 2012:  OS - 21,86 m
- 2013:  WK – 21,73 m
- 2014:  WK indoor - 21,79 m
- 2014:  EK - 21,41 m
- 2015:  WK - 21,74 m
- 2016:  EK - 21,31 m
- 2017:  EK indoor - 21,30 m
- 2018:  WK indoor - 21,44 m
- 2018:  EK - 21,41 m

Diamond League-podiumplekken
- 2012:  Bislett Games - 20,69 m
- 2013:  Golden Gala – 20,70 m
- 2013:  Weltklasse Zürich – 21,19 m
- 2014:  Bislett Games – 21,08 m
- 2014:  Meeting Areva – 21,41 m
- 2014:  Glasgow Grand Prix – 21,38 m

## Onderscheidingen
- Europees talent van het jaar – 2011
- Duits atleet van het jaar – 2011
- Duits jeugdatleet van het jaar – 2009

1983 Edward Sarul ·
1987 Werner Günthör ·
1991 Werner Günthör ·
1993 Werner Günthör ·
1995 John Godina ·
1997 John Godina ·
1999 Cottrell J. Hunter ·
2001 John Godina ·
2003 Andrej Michnevitsj ·
2005 Adam Nelson ·
2007 Reese Hoffa ·
2009 Christian Cantwell ·
2011 David Storl ·
2013 David Storl · 
2015 Joe Kovacs · 
2017 Tomas Walsh · 
2019 Joe Kovacs · 
2022 Ryan Crouser · 
2023 Ryan Crouser